# Artemó (escultor)
Artemó (en llatí Artemon, en grec antic Ἀρτέμων)) fou un escultor grec que va viure al segle i, i que conjuntament amb Pitòdor va fer les estàtues i adornaments dels palaus dels emperadors al Palatí, segons diu Plini el Vell.